# Neobisium carnae
Neobisium carnae är en spindeldjursart som beskrevs av Beier 1938. Neobisium carnae ingår i släktet Neobisium och familjen helplåtklokrypare.

## Underarter
Arten delas in i följande underarter:
- N. c. carnae
- N. c. fraternum